# Raya Dunayevskaya
Raya Dunayevskaya (1910-1987) est une philosophe humaniste-marxiste et une femme politique américaine.
Née en Ukraine et venue enfant aux États-Unis, elle est secrétaire de Léon Trotsky en 1937, s’en sépare à l’occasion du pacte germano-soviétique, et participe à la scission du trotskysme américain derrière Shachtman, et développe en 1941-1942 l’analyse de l’économie de l’URSS comme un capitalisme d’État. Au sein du SWP de Shachtman, elle constitue la tendance Johnson-Forest avec CLR James et Grace Lee, qui retourne au SWP de 1947 à 1950 et influencera les positions de Socialisme ou Barbarie en France. Le groupe publie ensuite la revue Correspondence.
En 1955, elle se sépare de James et de Lee qui s’opposent désormais à la nécessité d’une organisation révolutionnaire, fonde le journal News and letters et développe ce qu’elle appelle l’humanisme-marxiste. Elle publie en 1958 Marxism and Freedom (Marxisme et Liberté), publié en français en 1971 par les éditions Champ Libre.

## Œuvres traduites en français
- Marxisme et Liberté, préface de Herbert Marcuse, traduit de l'américain par Mara Oliva, Champ libre, 1971

## Source
- Notice bio sur La Bataille socialiste (site qui entreprend la traduction d'une partie de son œuvre).